# European Indoors 1988
European Indoors 1988 — жіночий тенісний турнір, що проходив на закритих кортах з килимовим покриттям Saalsporthalle Allmend у Цюриху (Швейцарія), Належав до турнірів 3-ї категорії в рамках Туру WTA 1988. Турнір відбувся вп'яте і тривав з 17 до 23 жовтня 1988 року. Перша сіяна Пем Шрайвер здобула титул в одиночному розряді й отримала за це 40 тис. доларів США.

## Фінальна частина

### Одиночний розряд
Пем Шрайвер —  Мануела Малеєва 6–3, 6–4
- Для Шрайвер це був 3-й титул в одиночному розряді за сезон і 21-й — за кар'єру.

### Парний розряд
Ізабель Демонжо /  Наталі Тозья —  Клаудія Коде-Кільш /  Гелена Сукова 6–3, 6–3
- Для Демонжо це був 2-й титул за сезон і 3-й — за кар'єру. Для Тозья це був 2-й титул за сезон і 3-й — за кар'єру.

## Призові гроші й рейтингові очки
| Дисципліна       | Дисципліна      | П       | F       | ПФ     | ЧФ     | 1/8    | 1/16   |
| Одиночний розряд | Prize money     | $40,000 | $18,000 | $9,000 | $4,500 | $2,300 | $1,225 |
| Одиночний розряд | Рейтингові очки | 240     | 170     | 110    | 55     | 30     | 14     |

## Нотатки
1. ↑  Називаються очки Virginia Slims.